# Kostelec u Holešova
Kostelec u Holešova (německy Kosteletz bei Holleschau) je obec v okrese Kroměříž ve Zlínském kraji. Žije zde 979 obyvatel.

## Poloha
Obec leží při severozápadní hranici Zlínského a Olomouckého kraje, v kroměřížském okrese v nadmořské výšce 260 metrů. Sousedí s obcemi Němčice, Roštění, Rymice a Stará Ves. Výhodou je blízká vzdálenost do mnoha měst, například: Holešov (6,5 kilometru jihovýchodně), Hulín (sedm kilometrů jihozápadně), Přerov (deset kilometrů severně), Kroměříž (dvanáct kilometrů jihozápadně), Bystřice pod Hostýnem (dvanáct kilometrů východně), Zlín (dvacet kilometrů jihovýchodně), Olomouc (třicet kilometrů severozápadně). Praha je asi 235 kilometrů daleko.
Z geomorfologického hlediska spadá Kostelec do území Podbeskydské pahorkatiny, jejími kopci je obklopen ze tří stran.

## Historie
Obec byla osídlena už v pravěku. V Kosteleckém lese se při archeologických vykopávkách nalezly mohyly s lužickou keramikou, bronzová jehlice, žárové hroby s amforami a náramky. Neví se však, kdy a kdo obec založil. První písemná zmínka pochází z roku 1131, kdy byla napsána v latině a napsal ji olomoucký biskup Jindřich Zdík. Od té doby se v Kostelci vystřídalo několik pánů a šlechtických rodů (např. Prusinovští z Víckova, Lobkovicové, Rottalové). Posledním vlastníkem byl až do třicátých let minulého století rod Vrbnů z Holešova.
Hraběnka Marie Barbora z rodu Rottalů založila v roce 1780 na katastru obce osadu, kterou pojmenovala podle svého syna (Karel) Karlovice a osídlila ji 20 poddanými z Kostelce. Karlovice existují dodnes a stále správně spadají pod Kostelec.

## Obyvatelstvo

### Struktura
Vývoj počtu obyvatel za celou obec i za jeho jednotlivé části uvádí tabulka níže, ve které se zobrazuje i příslušnost jednotlivých částí k obci či následné odtržení.
| Sčítání lidu   | Sčítání lidu        | 1869 | 1880 | 1890 | 1900 | 1910 | 1921 | 1930 | 1950 | 1961 | 1970 | 1980 | 1991 | 2001 | 2011 | 2021 |
| -------------- | ------------------- | ---- | ---- | ---- | ---- | ---- | ---- | ---- | ---- | ---- | ---- | ---- | ---- | ---- | ---- | ---- |
| Počet obyvatel | Celkem              | 993  | 1053 | 1074 | 1137 | 1199 | 1137 | 1099 | 1039 | 1058 | 964  | 875  | 913  | 976  | 966  | 982  |
|                | Kostelec u Holešova | 821  | 833  | 864  | 945  | 971  | 945  | 883  | 829  | 833  | 804  | 723  | 782  | 837  | 829  | 860  |
|                | Karlovice           | 172  | 220  | 220  | 192  | 228  | 222  | 216  | 210  | 225  | 160  | 152  | 131  | 139  | 137  | 122  |
| Počet domů     | Celkem              | 160  | 174  | 181  | 192  | 200  | 202  | 234  | 256  | 260  | 269  | 251  | 310  | 315  | 319  | 335  |
|                | Kostelec u Holešova | 132  | 138  | 144  | 155  | 162  | 164  | 190  | 209  | 260  | 221  | 208  | 259  | 165  | 169  | 286  |
|                | Karlovice           | 28   | 36   | 37   | 37   | 38   | 38   | 44   | 47   | -    | 48   | 43   | 51   | 50   | 50   | 49   |

## Obecní správa

### Části obce
- Karlovice
- Kostelec u Holešova

### Přehled starostů
| Období    | Starosta             |  | Období        | Starosta              |
| --------- | -------------------- |  | ------------- | --------------------- |
| 1864–1872 | Josef Zanáška        |  | 1945–1948     | Josef Hrdlička        |
| 1872–1878 | Hynek Pospíšil       |  | 1948–1949     | Václav Konupčík       |
| 1878–1892 | František Pospíšilík |  | 1949–1954     | Josef Hrdlička        |
| 1892–1903 | Florián Odložilík    |  | 1954–1957     | Metoděj Paštěka       |
| 1903      | František Pánik      |  | 1957–1960     | Vítězslav Hudeček     |
| 1903–1913 | Evžen Novák          |  | 1960–1966     | Josef Mizera          |
| 1913–1919 | František Vrána      |  | 1966–1976     | Vítězslav Hudeček     |
| 1919–1922 | Metoděj Ostrčil      |  | 1976–1984     | Emil Válek            |
| 1922–1923 | Josef Machura        |  | 1984–1990     | Václav Weinlich       |
| 1923–1927 | František Vrána      |  | prosinec 1990 | Petr Hlobil           |
| 1927–1936 | Oldřich Pospíšilík   |  | 1990–1994     | Václav Weinlich       |
| 1936–1937 | Josef Andrlík        |  | 1994–2000     | Radomil Maléř         |
| 1937–1943 | Bohumil Vaníček      |  | 2000–2014     | Radoslav Pospíšilík   |
| 1943–1945 | Josef Roubalík       |  | 2014-2018     | Petr Hlobil           |
|           |                      |  | 2018-2022     | Marcela Pospíšilíková |
|           |                      |  | 2022          | Jiří Čúzy             |
|           |                      |  | od 2022       | Petr Měrka            |

Nejdéle působili v úřadě František Pospíšilík (1878–1892) a Radoslav Pospíšilík (2000–2014), oba 14 let.

### Obecní symboly
Znak a vlajka byly obci uděleny rozhodnutím předsedy Poslanecké sněmovny Parlamentu České republiky dne 17. října 1997. Na znaku jsou překříženy klíč a meč, které symbolizují patrony místního kostela, svatého Petra a Pavla. Hradební zeď s cimbuřím symbolizují tvrz, která ve 13. století stála nad obcí. Červená barva je symbolem mučednické smrti obou patronů a byla převládající v erbech rodů, kterým obec kdysi patřila.

## Sport

### Fotbal
Od roku 1953 v obci působí fotbalový klub SK Moravan (dříve TJ Moravan), který se momentálně (2016/17) skládá ze 3 mužstev. Mužstvo mužů působí od sezóny 2011/12 v I. B třídě Zlínského kraje, mladší a starší přípravka hrají okresní přebor. V letech 2010–2016 měl klub i mužský B tým, ten byl ale z důvodu malého počtu hráčů zrušen.

### Stolní tenis
Pod hlavičkou místního TJ Sokol (v obci od roku 1906) nastupují 2 mužská a 1 žákovské mužstvo v okresních soutěžích.

## Pamětihodnosti
- Kostel svatého Petra a Pavla – Znovu vystavěný (s použitím staršího zdiva) barokně v roce 1735, nově zaklenutý a upravený roku 1840. Jednolodní stavba s presbytářem, sakristií a věží. Fungují zde bohoslužby faráře Jana Vinklera.[11][12][13]
- Kaple svatého Floriána (Karlovice) – Postavena v roce 1969. Zděná stavba podkovitého půdorysu. Ve průčelí má zasklený výklenek se soškou svatého Floriána.[12]
- Vojenský památník – Určen padlým pro vlast a v cizích službách v první světové válce. Ve spodní části je reliéf anděla s umírajícím vojákem, kterému je prstem levé ruky ukazováno vycházející slunce, v horní části jsou jména a roky úmrtí padlých vojáků s jejich fotografií.[12]

## Významní rodáci
- Otakar Odložilík (1899–1973), český historik a profesor působící na několika významných univerzitách v Československu a USA
- Vojtěch Tkadlčík (1915–1997), český římskokatolický teolog, kněz, slavista, profesor a děkan Cyrilometodějské teologické fakulty Univerzity Palackého v Olomouci

## Fotogalerie

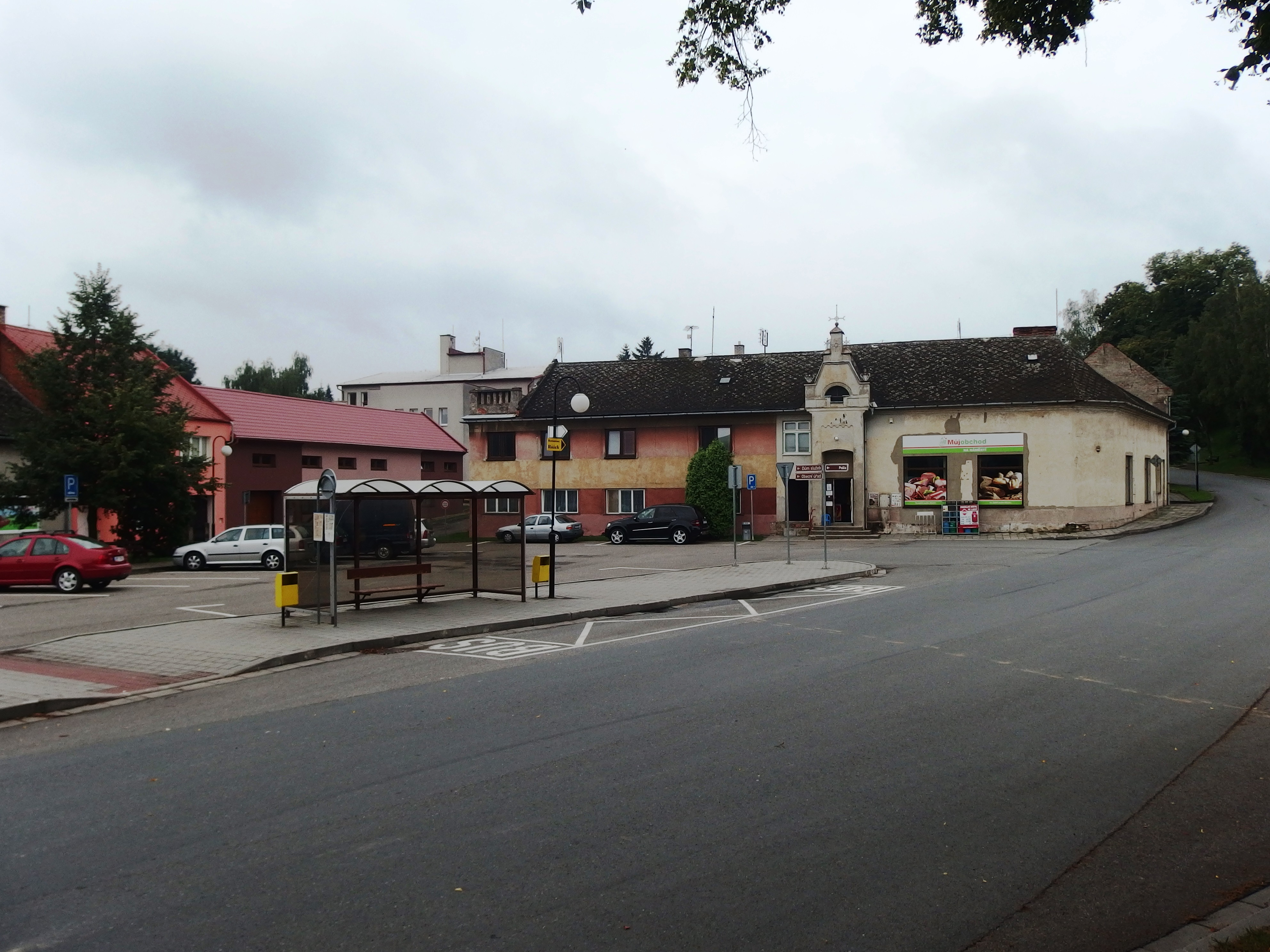
Autobusová zastávka na návsi
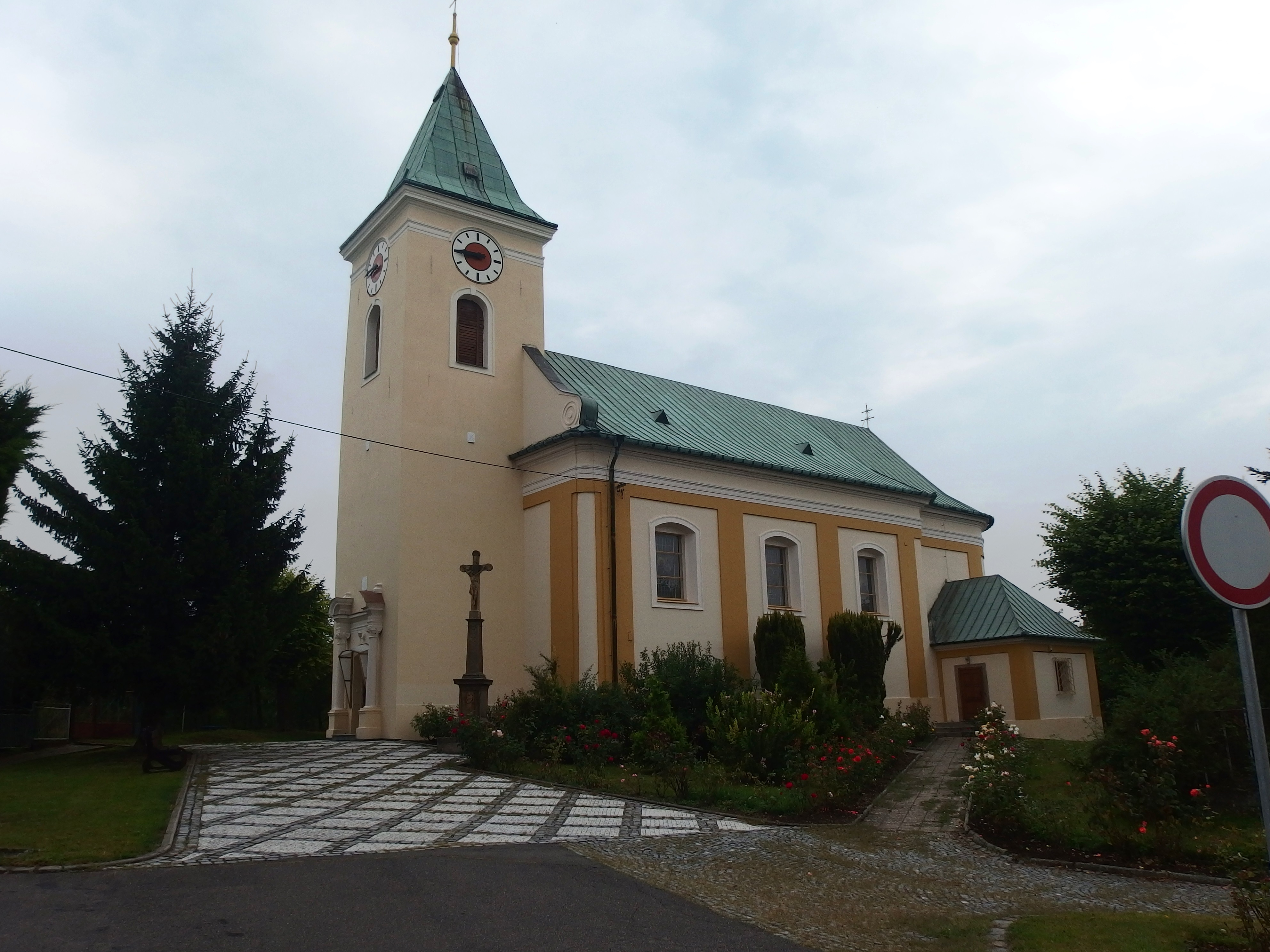
Kostel svatých Petra a Pavla
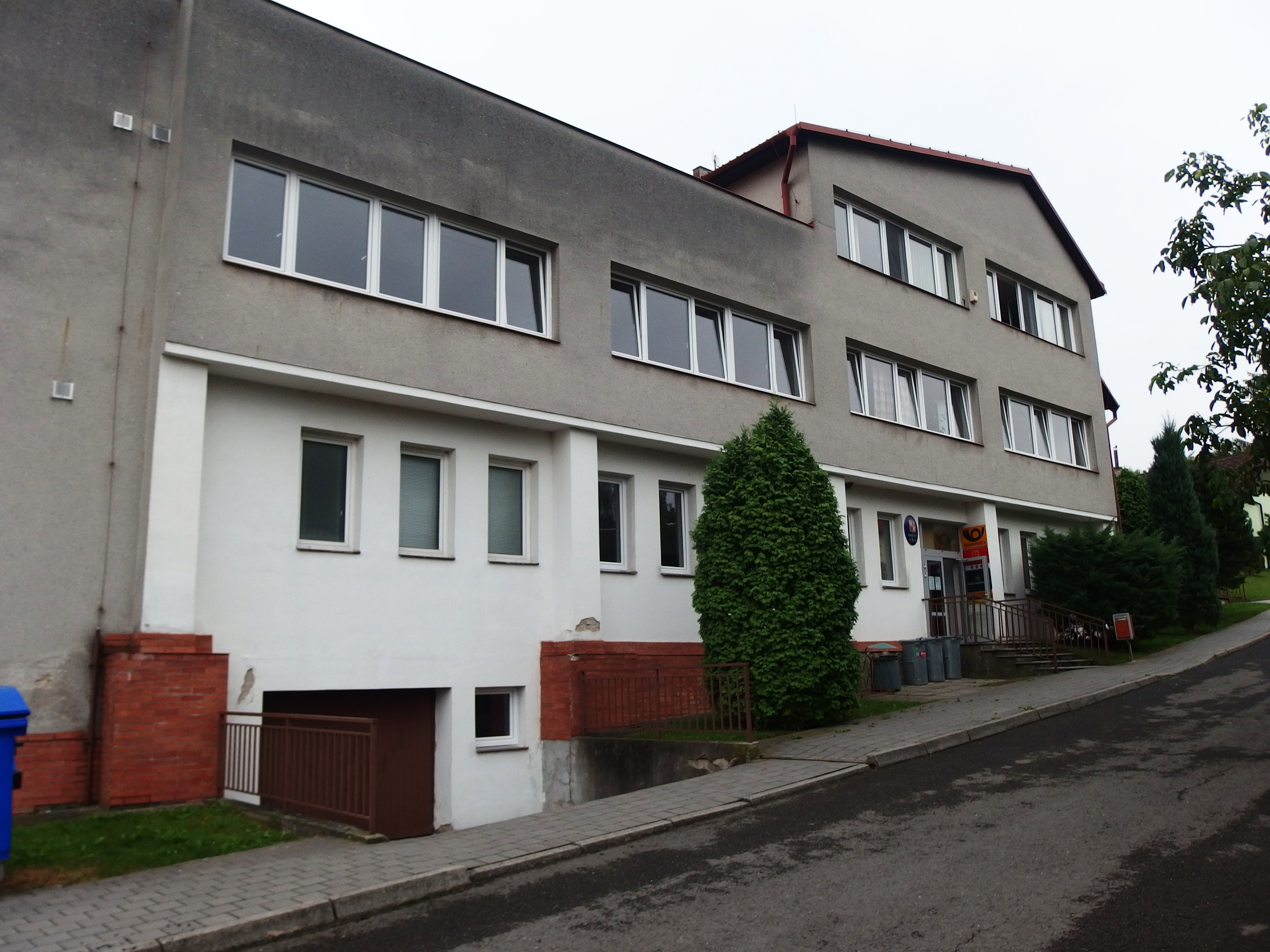
Obecní úřad
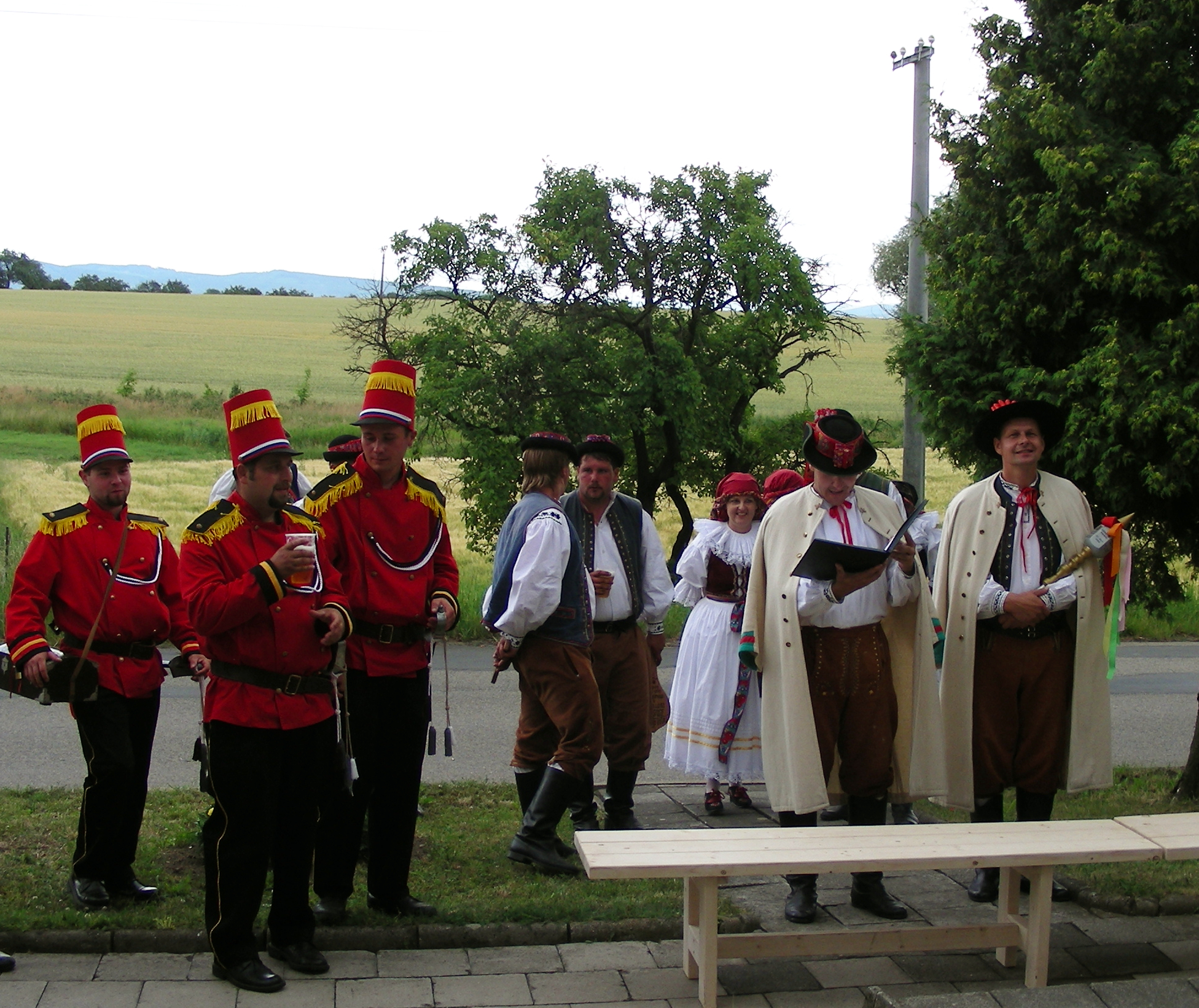
Hanácký právo 2008